# Hüvelyk (mértékegység)
A hüvelyk hosszúság-mértékegység. Jelölése: ″ 

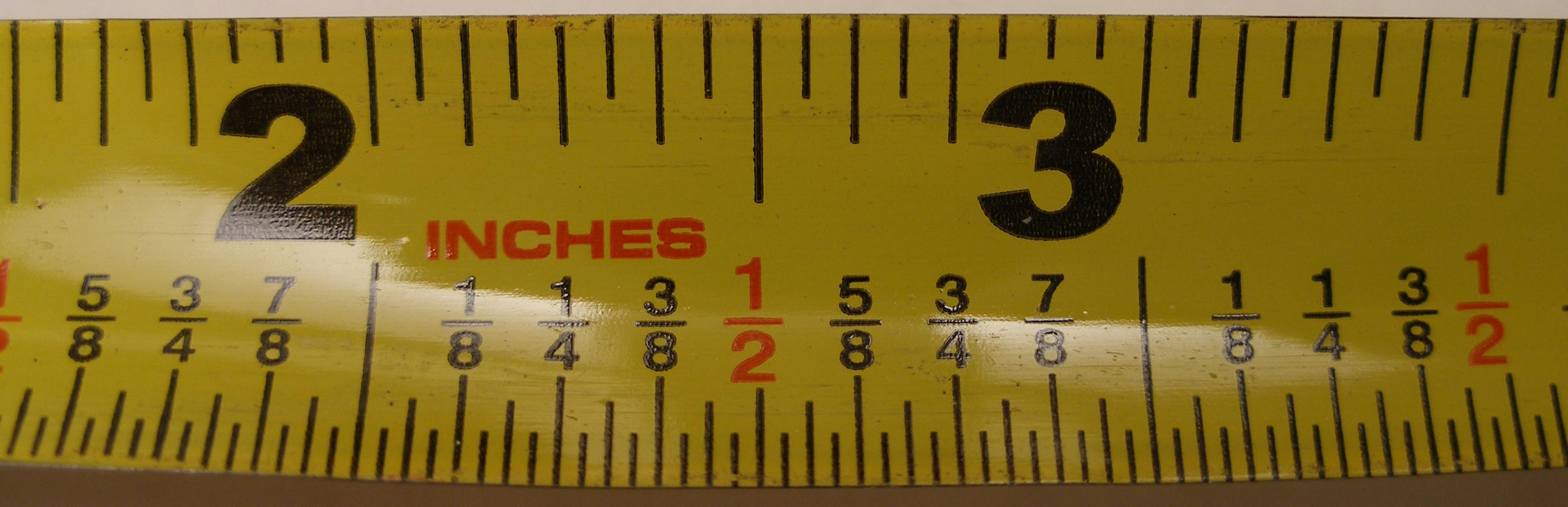
„Zollstock” (collstok)

1″ = 2,54 cm. Ez az úgynevezett nemzetközi hüvelyk, amelyet 1958-ban határoztak meg. A különböző történelmi változatok 2,0–3,1 cm között mozogtak.
Elnevezései más nyelveken: latinul: digitus (ejtsd 'digitusz'), illetve pollex (e. 'polleksz'), vagy uncia, németül: Zoll (e. 'col'), angolul: inch (e. 'incs'), franciául: pouce (e. 'pusz'). Az angol elnevezés a latin uncia (tizenketted) elnevezésből ered.

## Etimológia
A magyar „hüvelyk” szavunk egy kicsinyítő képzős alak – vélhetőleg azt a hüvelyhez hasonló ujjvédőt, az íjászgyűrűt jelentette eredetileg, amit a Honfoglalás kori magyarok nyilazáshoz viseltek a hüvelykujjukon a keleti típusú, hüvelykujjas íjfeszítés miatt.

## Története
A római eredetű mértékegység egész Európában általánosan használatban volt. Magyarországon a 13. századtól alkalmazták. A 20. században bevezetett egységes SI-mértékegységrendszer óta az Egyesült Királyságban és az Amerikai Egyesült Államokban alkalmazzák gyakrabban.
A hüvelyk nem a tízes számrendszeren, hanem az egyik korábbi számrendszeren, a tizenkettesen alapul, egy lábnak a 12-ed része. Klasszikusan egy hüvelyk 12 vonalból állt (line, 1824 óta nem használják), de a vonal a hüvelyk többféle (10-ed, 12-ed, 16-od, 40-ed) részét is jelenthette. Manapság az angolszász alapú 16-od részt látni a legtöbb mérőszalagon.
Főleg kézművesek, ácsok, asztalosok, műszaki szakemberek körében terjedt el a hüvelyk német eredetű magyar neve, a coll: colos deszka, colos szeg, colstok, 20 colos gumi, 15 colos (vagyis 15″-os) képernyő stb.

### Történelmi változatai
- angol hüvelyk (2,54 cm)
- bányahüvelyk, selmeci hüvelyk (2,798 cm) 1/72 bányaöl
- bécsi hüvelyk (2,634 cm) 1/72 bécsi öl
- erdélyi hüvelyk (2,591 cm)
- erődítményhüvelyk (2,701 cm)
- francia hüvelyk (2,707 cm)
- királyi hüvelyk (2,6 cm)
- mérnöki hüvelyk (1,97 cm) 1/12 láb
- pozsonyi hüvelyk (3,18 cm)

## Nem európai rendszerek
- Az ókori Egyiptomban használt hüvelyk hossza kb. 1,9 cm volt és 18 részre osztották. Huszonnyolc ilyen hüvelyk volt egy egyiptomi rőf.[4]